# John W. Davis (guvernör)

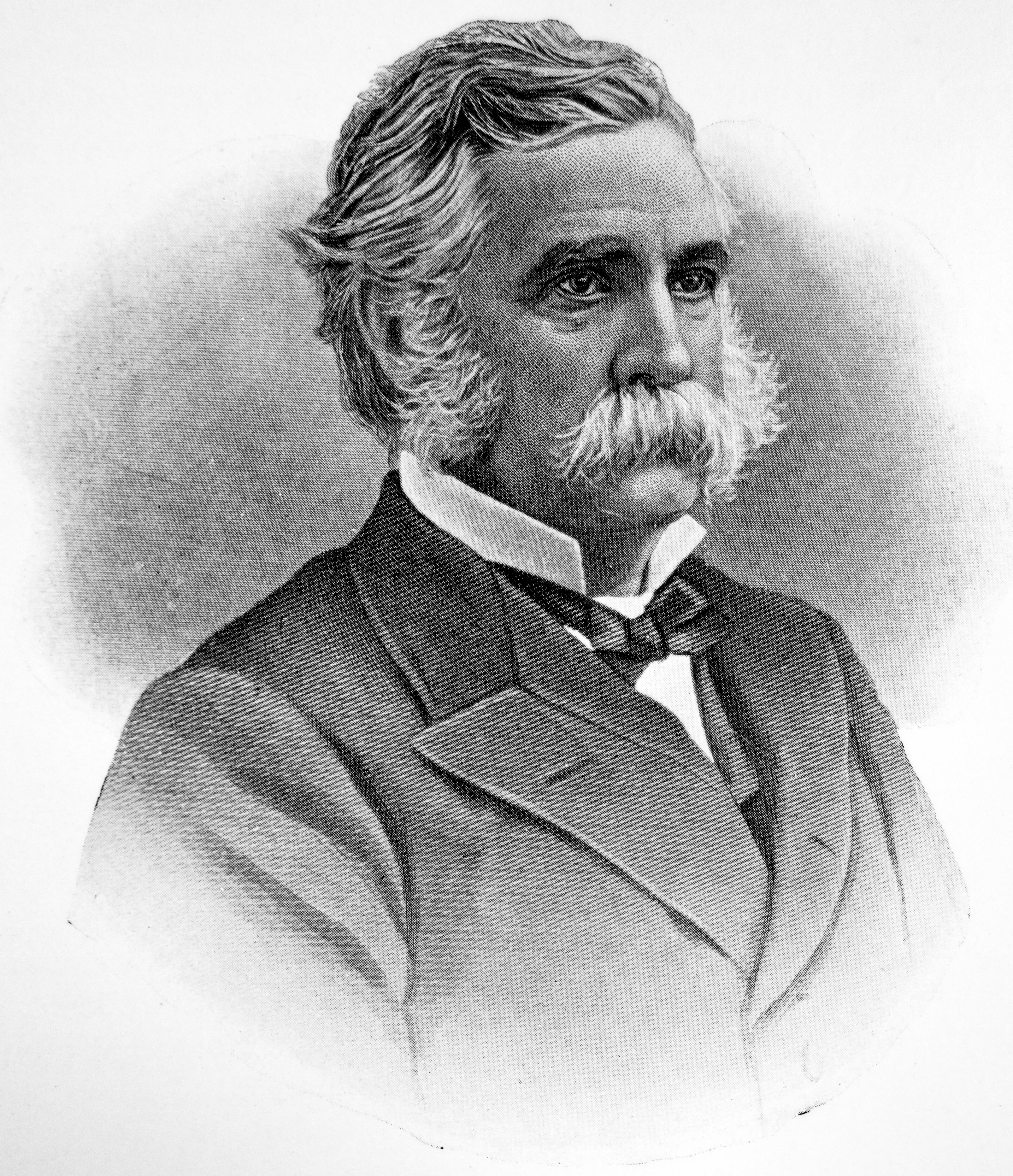
John W. Davis.

John William Davis, född 7 mars 1826, död 26 januari 1907, var en amerikansk politiker och guvernör i Rhode Island i två omgångar, 1887-1888 och 1890-1891.

## Tidigt liv
Davis föddes i Rehoboth, Massachusetts. Han gick i offentliga skolor i Rehoboth och en privatskola i Pawtucket, Rhode Island. Innan han började ägna sig åt politik arbetade han med många olika saker, exempelvis lärare och handelsman.
Under amerikanska inbördeskriget tjänstgjorde han i Rhode Islands nationalgarde.

## Politisk karriär
Davis var medlem av Demokraterna. Hans första politiska uppdrag var i stadsfullmäktige i Pawtucket, där han var ordförande i två år.
I flera år var han ledamot av Rhode Islands senat, innan hans partikamrat, USA:s president Grover Cleveland, utsåg honom till värderingsman för tullen i Providence (Appraiser of Foreign Merchandise for the Providence U.S. Customs District).
Davis utnämndes till Demokraternas guvernörskandidat 1887 och besegrade den sittande guvernören, republikanen George P. Wetmore. Många republikaner stödde Davis, då de var missnöjda med Wetmore.
Under hans första mandatperiod antog Rhode Island ett tillägg till sin grundlag som gav kvinnor rösträtt. Han ledde också arbetet med att slå fast var gränsen mellan Rhode Island och Connecticut skulle gå och reformerade vallagen för att minska valfusk. Trots dessa framsteg förlorade han försöket att bli omvald mot republikanen Royal C. Taft. Hans försök att återigen bli guvernör 1889 misslyckades också, då republikanen Herbert W. Ladd blev guvernör.
Davis valdes emellertid till guvernör igen 1890 och tjänstgjorde till 1891. Under hans andra mandatperiod fick hans regering mandat att tillsätta en kommission för att revidera Rhode Islands lagar.
År 1891 förlorade han återigen ett försök att bli omvald, och republikanen Herbert W. Ladd kom tillbaka som guvernör. Han drog sig dock inte tillbaka från politiken, utan blev senare åter delstatssenator och blev borgmästare i Pawtucket 1897.

## Privatliv
Davis var gift tre gånger: med Lydia W. Kenyon (avled 1859); Emily P. Goffe, som han fick två barn med; och Marietta P. Pearse.
Han uppfostrades som metodist, men blev sedan episkopal.